# Chiesa di San Pietro (Galtellì)
San Pietro è una chiesa medievale di Galtellì, situata poco fuori dal centro abitato, vicino al cimitero. L'edificio sacro è stato cattedrale della  Diocesi di Galtellì.

## Storia e descrizione
La chiesa di San Pietro, sebbene molto diversa dall'attuale, probabilmente esisteva già all'epoca in cui iniziarono i lavori di costruzione della cattedrale di Galtellì, intorno al 1090. Tali lavori non vennero mai completati e si interruppero forse nel 1138, anno in cui la sede di Galtelli divenne suffraganea dell'arcidiocesi di Pisa. Di quella che doveva essere la chiesa madre della diocesi, rimane oggi, inglobato nel muro di cinta del cimitero, un tratto murario del prospetto absidale. La piccola chiesa di San Pietro, che probabilmente già fungeva da cattedrale in attesa della costruzione di una sede più degna, continuò dunque ad ospitare la cattedra vescovile, sino al 1495, quando la diocesi di Galtelli venne inglobata nell'arcidiocesi di Cagliari (come suffraganea di quest'ultima verrà ricostituita nel 1779 con sede a Nuoro).
La chiesa di San Pietro si presentava originariamente a navata unica. Nel XIII secolo le pareti laterali e la controfacciata vennero impreziosite da un ciclo di affreschi, parzialmente andato perso in seguito all'aggiunta delle navate laterali, operata probabilmente intorno al XV secolo. Gli affreschi vennero alla luce nel corso dei restauri operati negli anni '90 del XX secolo.

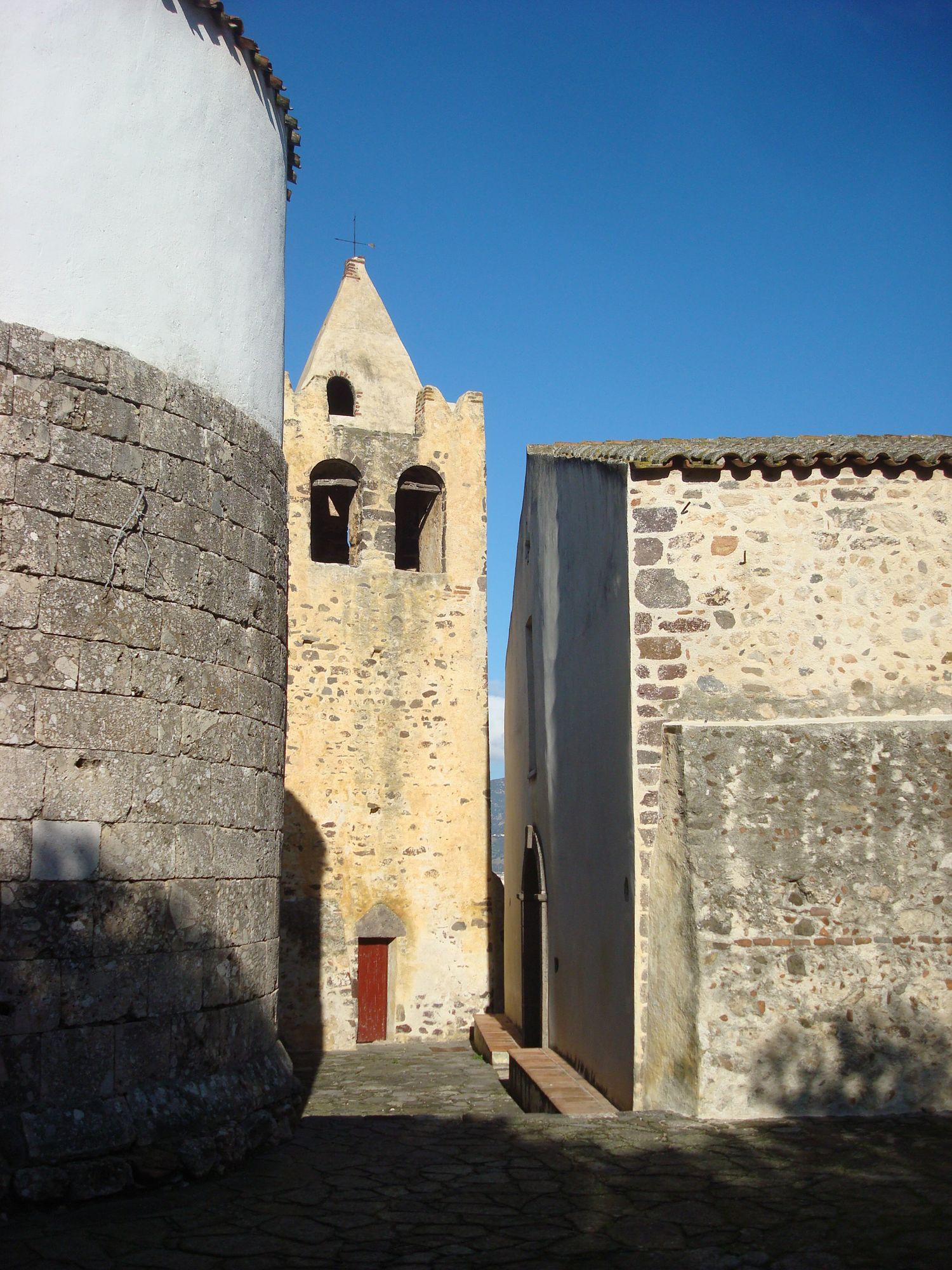

Il tempio è affiancato da una tozza torre campanaria cuspidata che sorge staccata dal corpo dell'edificio. Quest'ultimo si presenta internamente a pianta rettangolare, diviso in tre navate, con due cappelle sul lato sinistro e una a destra. L'abside è a pianta quadrangolare, affiancata da due cappelle ai lati. Come accennato sopra, le pareti laterali e la controfacciata presentano i resti di un ciclo di affreschi, uno dei pochi e più completi (insieme agli affreschi della basilica di Saccargia) cicli affrescati di epoca medievale presenti in Sardegna. Le scene dipinte rappresentano episodi dell'Antico e del Nuovo Testamento e presentano importanti connessioni con i cicli pittorici presenti nell'area umbro-romana nella seconda metà del XII secolo, derivanti dalla decorazione dell'antica basilica di San Pietro a Roma, oggi perduta ma nota da disegni e descrizioni del XVII secolo.